# 푸글로이섬
푸글로이섬(페로어: Fugloy, 덴마크어: Fuglø 푸글뢰[*])은 페로 제도의 섬 중 하나이다. 섬 이름은 페로어로 "새의 섬"을 뜻한다.